# Okładzina cierna

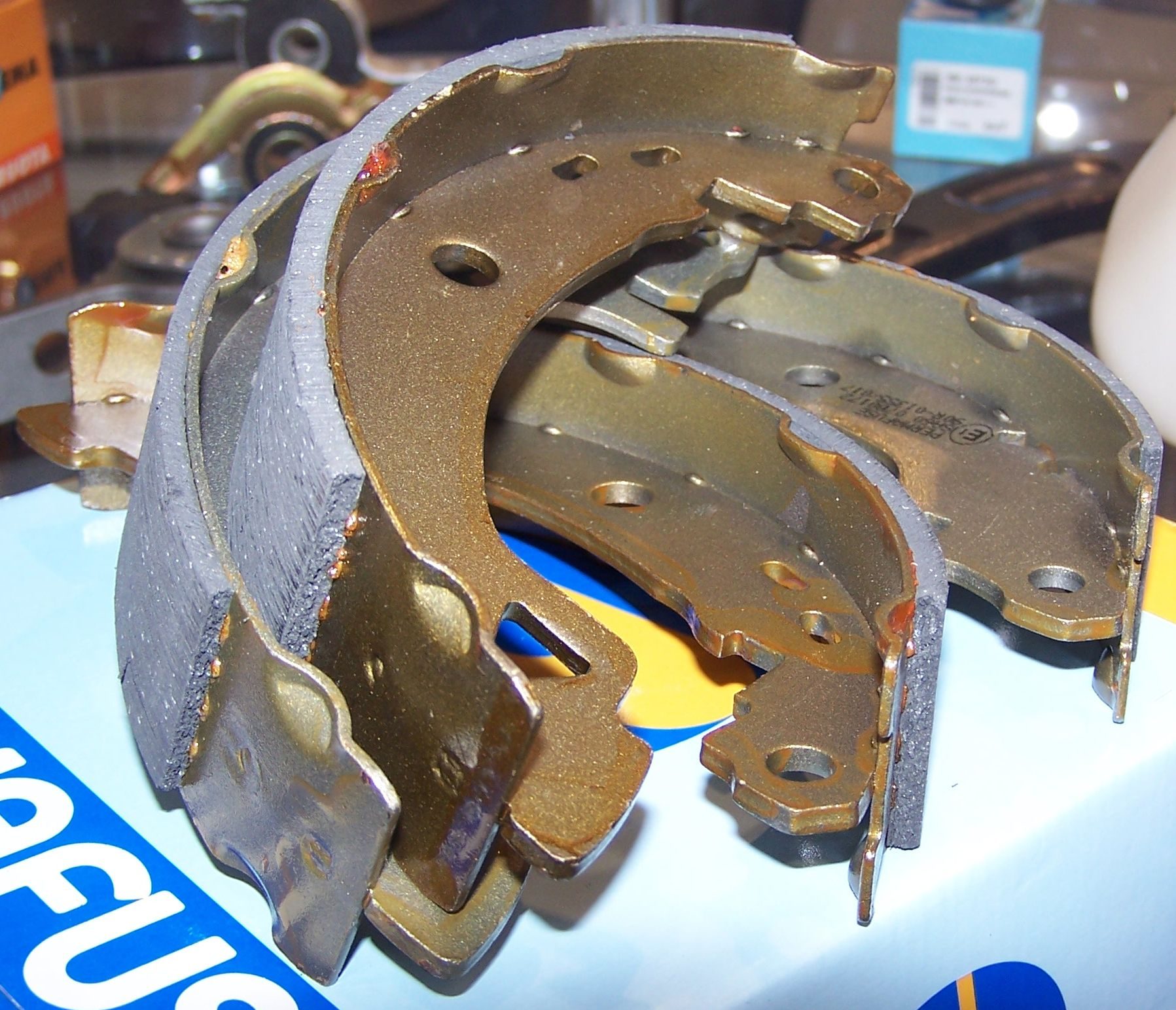
Okładzina cierna na szczękach hamulcowych samochodu

Okładzina cierna jest elementem występującym w hamulcach i sprzęgłach. Ma postać nakładek w klockach hamulcowych, okładzin sprzęgłowych, taśm hamulcowych lub okładzin szczęk hamulcowych. 
Okładziny mocuje się do elementów podstawowych za pomocą nitowania lub klejenia. Okładziny cierne wykonuje się z materiałów, które odznaczają się dużym współczynnikiem tarcia oraz dużą odpornością na ścieranie, wysoką temperaturę i duże naciski. Do okładziny wprowadza się niekiedy druty miedziane co ułatwia odprowadzanie ciepła z powierzchni okładziny.